# 维明街道
维明街道，是中华人民共和国河北省石家庄市桥西区下辖的一个乡镇级行政单位。

## 行政区划
维明街道下辖以下地区：
师范街社区、中华南大街社区、维明南大街社区、泰华街社区、华西路社区、自强路社区和水产西街社区。